# Monteithiana dealata
Monteithiana dealata är en tvåvingeart som beskrevs av Richards 1973. Monteithiana dealata ingår i släktet Monteithiana och familjen hoppflugor. Inga underarter finns listade i Catalogue of Life.